# We Are Chaos
We Are Chaos —en español: Somos caos— es el  undécimo álbum de estudio de la banda Marilyn Manson. Fue lanzado el 11 de septiembre de 2020 por Loma Vista Recordings. Fue producido por el propio Manson y Shooter Jennings.
El álbum fue un éxito comercial y de crítica tras su lanzamiento, obteniendo críticas en su mayoría positivas y convirtiéndose en su primer álbum número uno en Portugal y su primer disco número uno en Australia desde Mechanical Animals de 1998.

## Promoción
El 5 de junio de 2018 para una entrevista exclusiva de la revista Kerrang!, Manson afirmó que sabía muy bien quién estaría involucrado en la realización de este futuro álbum.
El 16 de marzo de 2019, Manson, en su cuenta de Instagram, citó a Shooter Jennings como colaborador del álbum, afirmando que estaba por terminarse este.
El 9 de abril de 2019, Manson en una entrevista dijo que el álbum estaba a más de la mitad hecho, además de que este tendría una combinación de estilos, desde lo psicodélico y glamoroso del álbum Diamond Dogs de David Bowie con lo análogo y pesado de la banda Killing Joke.
El 19 de abril de 2019 Manson dijo que el álbum ya estaba a la mitad del proceso de grabación y posiblemente saldría a finales de 2019. El 8 de julio de 2019, en una entrevista de la revista Loudwire, manson afirmó que se habían completado hasta esa fecha seis canciones para el álbum, además se que posiblemente salga a finales de 2019, además de que el álbum lleve como título probablemente "Marilyn Manson". El 22 de diciembre se retrasa la salida del álbum hasta 2020.
El 29 de abril de 2020, en redes sociales, Shooter Jennings y Marilyn Manson anunciaron que ya estaba terminado el disco y que sería una "obra maestra".
El 29 de julio lanza el primer sencillo y video "We Are Chaos" a las 9 hora PST. Manson ha explicado que el nuevo disco es un "espejo" para el que escucha, en el que hay "muchas habitaciones, armarios, cajas fuertes y cajones". Y asegura que mientras escribió las letras le perseguían "esquirlas y astillas" de fantasmas".

## Portada
La portada del álbum es una pintura de Acuarela hecha por el propio Marilyn Manson, se trata de un autorretrato titulado Infinite Darkness (titulado igual que la pista número 6 del álbum). La portada de We Are Chaos es, junto a la portada de Portrait of an American Family, las únicas portadas hasta la fecha de Marilyn Manson donde no se incluye una fotografía de este.

## Formatos
Vinilo: En este formato se lanzaron múltiples ediciones, incluyendo "Picture Disc" (entre estos Never Ending Astral Vampire e Infinite Darkness), Hot Pink Shimmer LP, Deluxe 180g Splatter, entre otros.
CD: Casi todas las ediciones en este formato están lanzadas en Digipack e incluye un póster de 14x14 pulgadas.
Casete: Se lanzó en 2 ediciones, uno en claro + brillo plateado y la otra en casete azul.
Digital: Disponible a decisión del comprador en 3 formatos: MP3, FLAC o WAV.

## Lista de canciones
Todas las letras escritas y música compuesta por Marilyn Manson y Shooter Jennings
| N.º   | Título                        | Duración |  |
| 1.    | «Red, Black And Blue»         | 5:03     |  |
| 2.    | «We Are Chaos»                | 4:00     |  |
| 3.    | «Don't Chase the Dead»        | 4:17     |  |
| 4.    | «Paint You With My Love»      | 4:29     |  |
| 5.    | «Half-Way & One Step Forward» | 3:16     |  |
| 6.    | «Infinite Darkness»           | 4:15     |  |
| 7.    | «Perfume»                     | 3:33     |  |
| 8.    | «Keep My Head Together»       | 3:49     |  |
| 9.    | «Solve Coagula»               | 4:22     |  |
| 10.   | «Broken Needle»               | 5:24     |  |
| 42:31 |                               |          |  |

#### We Are Chaos (Bonus tracksde la edición exclusiva deTargety versión Japonesa)
| N.º | Título                             | Duración |  |
| 11. | «We Are Chaos (versión acústica)»  |          |  |
| 12. | «Broken Needle (versión acústica)» |          |  |

## Posición de ventas
| Chart (2020)                    | Posición más alta |
| ------------------------------- | ----------------- |
| Billboard 200                   | #6                |
| UK Albums Chart (OCC)           | #8                |
| Mexican Albums Chart (AMPROFON) | 36                |
| Japense Albums Chart (Oricon)   | #3                |

## Personal

#### Marilyn Manson
- Marilyn Manson – compositor, vocales, productor, arte gráfico del álbum
- Paul Wiley – Guitarra
- John Alderete – Bajo
- Brandon Perzborn – Batería

#### Músicos y personal adicional
- Shooter Jennings – Compositor, guitarra adicional, productor, sintetizadór, melotrón en Half-Way & One Step Forward y Broken Needle
- John Schreffler – Pedal steel guitar en We Are Chaos, Half-Way & One Step Forward y Broken Needle
- Ted Russell Kamp – Bajo adicional
- Jamie Douglass – Batería adicional
- Aubrey Richmond – Violín en Broken Needle
- David Spreng – Grabación
- Mark Rains – Grabación